# La camarera
La camarera es un óleo sobre lienzo pintado por Édouard Manet en 1879; se conserva en el Museo de Orsay de París. Su composición está directamente relacionada con la de Rincón de café-concierto, conservada en la National Gallery de Londres, y de la que erróneamente se considera bien como una segunda versión, bien como una obra preparatoria según las hipótesis planteadas por algunos críticos de arte.

## Las dos camareras

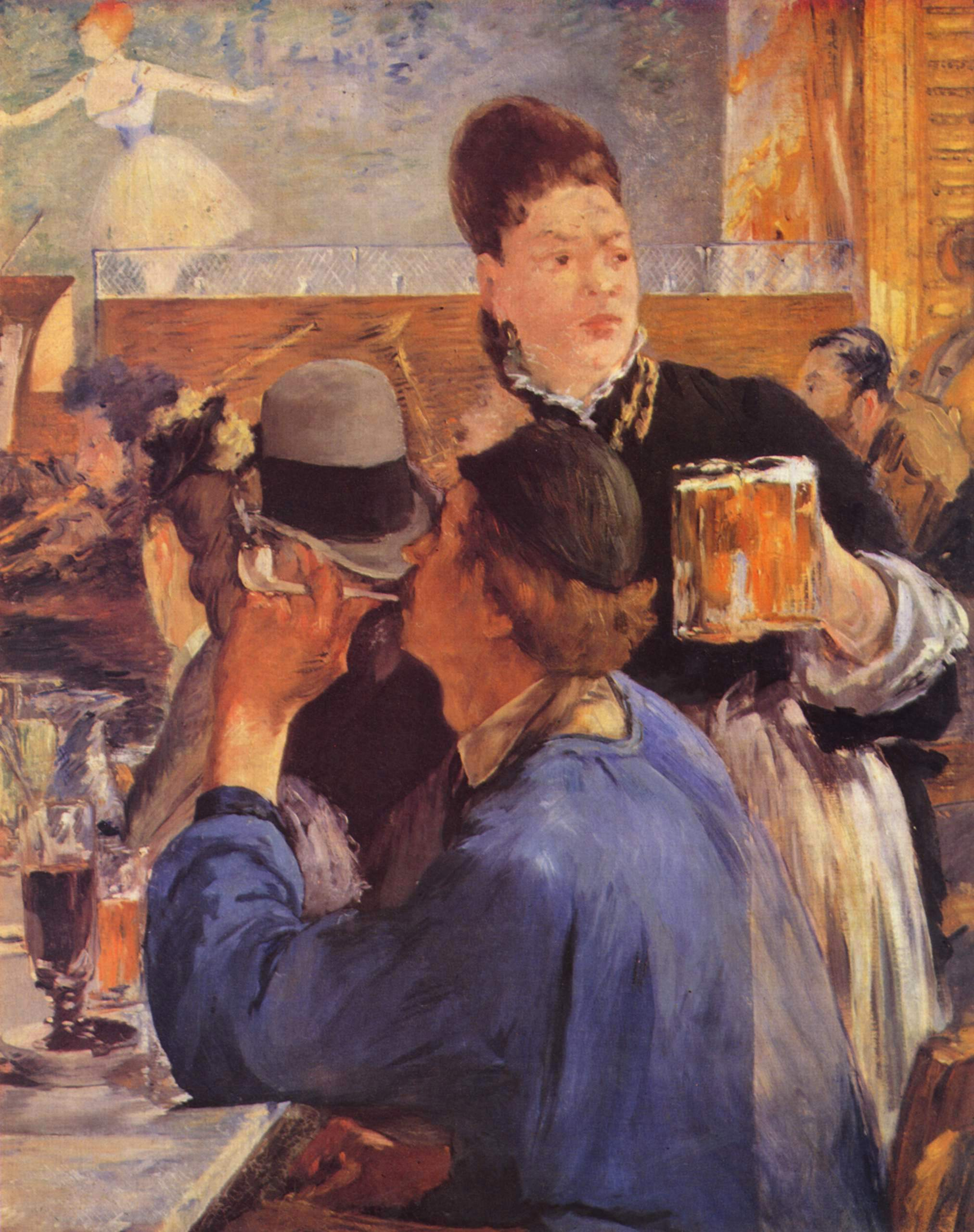
Rincón de café-concierto (1879), Londres, National Gallery.

Las diferencias entre las dos pinturas son del mismo orden que las que caracterizarían dos fotografías de la misma escena. La camarera presenta a los personajes más de cerca, como si se hubiera hecho zoom sobre una parte del Rincón de café-concierto, por lo que aparece más precisa y mejor iluminada. Se puede decir que el Rincón encuentra su culminación en La camarera y no al revés.

## Origen
Este cuadro no aparece en el inventario de la colección de Auguste Pellerin, del que formó parte según el catálogo establecido por Théodore Duret, ni en el inventario a la muerte del artista: la transacción de venta no aparece en ninguna parte del cuaderno donde el pintor anotó todas sus ventas.
Según el catálogo elaborado por Denis Rouart y Daniel Wildenstein, este cuadro pasó de la colección de Pellerin  a la de Bernheim Jeune en 1907. El cuadro pasó sin duda a la colección del excéntrico Denys Cochin, luego vendido en 1919 a la joven galería Bernheim, que lo negoció por un precio exorbitante con el príncipe Matsukata Kōjirō, quien compró una enorme cantidad de pintura a Durant-Ruel. Cuando la propiedad de Matsukata fue devuelta en 1959, la pintura regresó al Museo del Louvre.